# Лятки
Лятки — деревня в Гудевичском сельсовете Мостовского района Гродненской области.
Расположена в 25 км к западу от города Мосты и в 40 км к юго-востоку от Гродно.

## Известные жители
- Алесь Белокоз — учитель, краевед.

## Демография
- 1845 год — 122 жителя, 18 домов.
- 1905 год — 198 жителей▲
- 1959 год — 182 жителя▼
- 1970 год — 160 жителей▼
- 2001 год — 91 житель, 55 домов▼
- 2009 год — 41 житель▼
- 2018 год — 48 жителей▲